# 理查德·阿克斯绍特
理查德·阿克斯绍特（1921年12月10日—2002年3月31日）是一名德国足球运动员，司职后卫。他职业生涯只效力过云达不莱梅，为俱乐部出场约800次。 